# Pancrátide
En la mitología griega Pancrátide (en griego: Παγκρατις) o Páncrato era una hija de Ifimedia y Aloeo, rey de Acaya de Ftiótide.
Estando Pancrátide con su madre y otras bacantes celebrando una orgía en honor a Dioniso en el monte Drío fueron asaltadas por unos piratas tracios liderados por Butes, que las secuestraron y las condujeron hasta la isla de Estróngile (cuyo significado es redonda), que más tarde recibiría el nombre de Naxos. En el trayecto, dos de los jefes de la expedición (Sícelo y Hecétor o Casameno) se enamoraron de Pancrátide y, discutiendo por ella, se mataron uno al otro. También se enamoró de ella el rey tracio de la isla, Agasámeno, que la hizo su esposa y entregó a su madre a uno de sus oficiales.
Pero los alóadas, los gigantescos hijos de Ifimedia, acudieron a Estróngile para liberar a su madre y a su hermana. Conquistaron la isla, pero no pudieron rescatar con vida a Pancrátide, que había muerto tras la violencia del asedio.

## Referencias

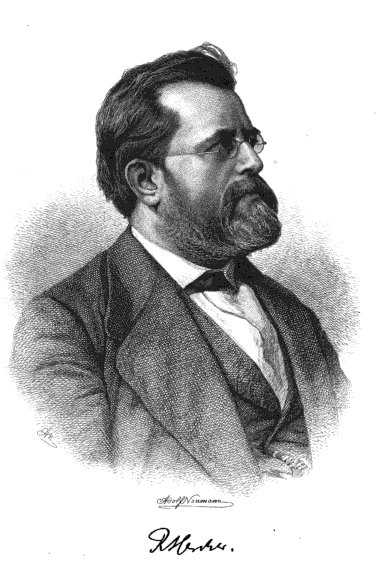
Retrato de Rudolf Hercher empleado en el frontispicio de un libro suyo (ed. 1881) de ensayos sobre Homero.